# Stella (película de 1943)
Stella es una película en blanco y negro de Argentina dirigida por Benito Perojo según su propio guion escrito en colaboración con Pedro E. Pico sobre la novela homónima de César Duayén, seudónimo de Ema de la Barra, que se estrenó el 8 de octubre de 1943 y que tuvo como protagonistas a Zully Moreno, Florindo Ferrario, Stella Río, Rafael Frontaura, Guillermo Battaglia y Fernando Lamas. Fue la primera película de Perojo en Argentina. Colaboró en la coreografía Ada Méndez.

## Sinopsis
Una mujer y su hermanita paralítica viajan a Suecia y van a vivir al campo, donde la menor muere y la mayor se enamora.

## Reparto
Intervinieron en el filme los siguientes intérpretes:
- Zully Moreno
- Florindo Ferrario
- Stella Río
- Rafael Frontaura
- Guillermo Battaglia
- Fernando Lamas
- María Santos
- Mary Parets
- Chela Cordero
- Carlos Lagrotta
- Hugo Pimentel
- Lidia Denis
- Elina Colomer
- Lydia Quintana
- César Blasco
- Liana Moabro
- Margaret Sowder
- María Inés Guerra
- F. Lacroze
- Emilia Gregorio
- Perla Nelson
- Delia Diasne
- Alberto Moyano
- Muschinga
- Warly Ceriani

## Comentarios
La crónica de La Nación señaló: “Un buen gusto ejemplar, revelado en los propósitos como en los detalles aparentemente insignificantes” y Calki comentó: “Cuidada y fiel ilustración de una novela sentimental…sabor de colorida evocación”.
Para Manrupe y Portela es un dramón para el “día de damas”, con Zully Moreno muy bien fotografiada y la niña Stella Río actuando bastante bien.